# Steph Houghton
Stephanie Jayne "Steph" Houghton, född 23 april 1988, är en engelsk fotbollsspelare som spelar för Manchester City WFC.

## Klubbkarriär
Houghton började sin karriär i Sunderland, där hon spelade i fem år. Hon hjälpte Sunderland att bli uppflyttade från Northern Division 2005–06 och vann FA Young Player of the Year Award 2006–07. Efter att Sunderland blivit nedflyttade den säsongen visade Arsenal och Everton stort intresse för Houghton. Hon gick dock istället till Leeds United Ladies.
Efter att hjälpt Leeds att vinna FA Women's Premier League Cup 2010, skrev Houghton i augusti samma år på för Arsenal.
I april 2012 utsågs Houghton till att vara en av åtta digitala medieambassadörer, en från varje lag, som hade sitt Twitter-kontonamn på sina tröjärmar, för att höja WSL:s profil.

## Privatliv
Houghton är gift med Stephen Darby.